# Kellespitze
La Kellespitze ou Köllenspitze ou Kellenspitze est un sommet des Alpes, à 2 238 m d'altitude, dans les Alpes d'Allgäu, et en particulier le point culminant des montagnes de Tannheim, en Autriche (Land du Tyrol).